# アルマース中央海洋設計局
座標: 北緯59度51分46.01秒 東経30度18分52.99秒 / 北緯59.8627806度 東経30.3147194度
アルマース中央海洋設計局（アルマースちゅうおうかいようせっけいきょく、ロシア語: Центральное морское конструкторское бюро «Алма́з»）旧称・第5中央設計局（ロシア語：Центральное конструкторское бюро-5）は、ロシア連邦にある船舶や兵器の設計会社である。
名前の「アルマース」は、ロシア語で「ダイヤモンド」を意味する。統一造船会社傘下。

## 社歴
1949年10月22日、ソ連邦造船大臣令により、長距離魚雷艇を設計する第5専門設計局（Специализированное конструкторское бюро-5、СКБ-5）がレニングラード造船所に設立された。1956年に第5中央設計局（ЦКБ-5）に改称された。
1963年には現在のアルマース中央海洋設計局に改称し、レニングラード海洋工場に併設された第19設計局の管理下に置かれた。1970年には、レニングラードにあるアルマース造船会社やネフスキー海洋工場と合併し、生産技術会社アルマース（ロシア語：ПТО «Алмаз»）に統合されたが、1974年以降は生産会社アルマース（ロシア語：ПО «Алмаз»）に再改称された。
ソビエト連邦の崩壊後、アルマース中央海洋設計局は統合から離脱して独立した。その後、1998年にザパートナヤ設計局と合併した。

## 主な設計艦艇

### フリゲート・コルベット
- グローム型フリゲート
- ステレグシュチイ級フリゲート - 2001年に設計を受注した[2]。
- グレミャーシュチイ級フリゲート
- カラクルト型コルベット

### ミサイル艇
- 1231型ミサイル艇（ロシア語版、英語版） - 半潜水艇。試作のみ。
- オーサ型ミサイル艇
- マトカ型ミサイル艇
- ナヌチュカ型コルベット - 第19設計局との共同設計。
- サランチャ型ミサイル艇（ロシア語版、英語版）
- タランタル型コルベット
- ダーガチ級ミサイル艇（ロシア語版、英語版）

### 魚雷艇
- シェルシェン型魚雷艇
- チューリャ型魚雷艇

### 哨戒艦艇
- シュメール型哨戒艇（ロシア語版）
- ズク型警備艇（ロシア語版、英語版）
- ヤズ型河用モニター（ロシア語版）
- パウク型哨戒艇（ロシア語版、英語版）
- スヴェトリャク型哨戒艇
- マングースト型警備艇（ロシア語版、英語版）
- オケアン級警備艇（ロシア語版、英語版）
- イワン・パパーニン級警備艦（ロシア語版、英語版）

### 掃海艇
- エブゲーニャ型掃海艇（ロシア語版、英語版）
- リダ型掃海艇（ロシア語版）
- アレキサンドリット級掃海艇（ロシア語版、英語版）

### エアクッション揚陸艦艇
- アイスト型エアクッション揚陸艇
- レベッド型エアクッション揚陸艇
- ポモルニク型エアクッション揚陸艦
- ムレナ型エアクッション揚陸艇

### 支援艦艇
- フラミンゴ型支援艇（ロシア語版）
- クラブ型救難艦（ロシア語版）
- ヤンターリ級海洋観測艦（ロシア語版）
- ズヴェズトチカ型支援艦（ロシア語版）

### その他
- 3K96 リドゥート - 艦対空ミサイル